# Euploea irene
Euploea irene är en fjärilsart som beskrevs av Hans Fruhstorfer 1910. Euploea irene ingår i släktet Euploea och familjen praktfjärilar. Inga underarter finns listade i Catalogue of Life.